# Ayman Safadi
Ayman al-Ṣafadī (árabe: أيمن الصفدي ʾayman aṣ-ṣafadī; Zarqa, 1962) es un político jordano, designado el 15 de enero de 2017 ministro de Asuntos Exteriores de Jordania, en sustitución de Nasser Judeh. Además de ministro de relaciones exteriores, Safadi fue nombrado vice primer ministro de Jordania en el gabinete de Bisher Al-Khasawneh el 12 de octubre de 2020.

## Biografía
Safadi nació en Zarqa en 1962. Se graduó en literatura inglesa por la Universidad de Yarmouk y, posteriormente, obtuvo una maestría en periodismo internacional por la Universidad Baylor. Colaboró durante un tiempo en el diario The Jordan Times. Entre 2008 y 2011 se desempeñó como consejero del Rey Abdullah, el vice primer ministro, Ministro de Estado y portavoz del gobierno.
Él era un miembro del Senado de septiembre de 2016 hasta su nombramiento como ministro en el 2017.
En 2015, Safadi fue nombrado como miembro de la junta de directores de la Al-Mamlaka canal de televisión.